# Molly Susla
Molly Susla (* 3. Oktober 1991) ist eine US-amerikanische Crosslauf-Sommerbiathletin.
Molly Susla lebt in Freeport und startet für Southern Maine BC. 2007 startete sie in Otepää erstmals bei Juniorenrennen der Sommerbiathlon-Weltmeisterschaften. Im Crosslauf-Sprint wurde sie 34., trat daneben aber auch auf Rollski an und belegte dort den 31. Platz im Sprint. Im Verfolgungsrennen konnte sie als überrundete Läuferin das Rennen nicht beenden. Auch im Jahr darauf nahm Susla in der Haute-Maurienne an den Weltmeisterschaften teil und kam auf die Ränge 20 im Sprint und 19 in der Verfolgung im Crosslauf und auf die Plätze 32 im Sprint und 26 in der Verfolgung aus Skirollern.
National gewann sie mit dem Massenstartrennen 2007 ihren ersten Titel. 2008 verliefen die Meisterschaften in Whitetail Preserve noch erfolgreicher. Zunächst wurde sie hinter Stephanie Blackstone Vizemeisterin im Massenstart. Danach gewann die sowohl den Sprint als auch das Verfolgungsrennen. In der Gesamtwertung, in der die beiden jeweils besten Einzelleistungen eingingen, erreichte sie den zweiten Platz hinter Blackstone. Es waren zugleich die Qualifikationsrennen zur WM, für die sich beide Athletinnen qualifizieren konnten.